# Аз, Моливът
Аз, Моливът: Моето родословно дърво, разказано на Леонард Е. Рийд, по-известен като Аз, Моливът е есе на Леонард Рийд и е публикувано за първи път в броя на Американското либертарианско списание "The Freeman" от декември 1958 г. 
Есето „Аз, моливът“ е написано от гледната точка на моливът, който описва подробно сложността на собственото си създаване, изброявайки неговите компоненти ( кедър, лак, графит, ферула, фактис, пемза, восък, лепило ) и многобройните хора, които участват в създаването му, до чистача във фабриката и пазача на фара, който упътва пратката към пристанището. 
Авторът се опитва да внуши, че моливът, на пръв поглед, изглеждащ като прост предмет, е всъщност многокомпонентен предмет създаден от труда на милиони хора и от множествено материали. Авторът споделя, че няма човек на планетата, който да има знанието изцяло да създаде един такъв молив. Да произведе гумата, метала, лака с който се намазва моливът, и другите му съставни компоненти. 

Няма вездесъщ мозък
Ето ви и още един дори по-поразителен факт: няма вездесъщ разум, който да диктува или насилствено насочва тези безброй операции, който ме изкарват на бял свят. Няма следа от такъв човек. Вместо това, може да проследим “невидимата ръка” в действие. Това е загадката, за която по-рано споменах.
Хората казват: “Само Господ може да създаде дървото”. Защо се съгласяваме с това? Не е ли защото осъзнаваме, че ние самите не може да го създадем? Всъщност, може ли въобще да опишем едно дърво? Можем единствено с някакви непълни и ограничени представи. Така например, може да кажем, че определена конфигурация от молекули може да се нарече дърво. 
Аз, моливът, съм сложна комбинация от множество чудеса: дърво, цинк, мед, графит и така нататък. Към тези природни чудеса обаче се прибавя още едно, дори по-забележително, чудо: съзидателната сила на човешкото съзнание и енергия – милиони малки специфични знания, които естествено и спонтанно създават в отговор на човешките нужди и желание и при отсъствие на един вездесъщ разум. След като само Господ може да създаде дърво, смятам, че единствено той може да ме създаде. Няма човек, който може да направлява тези милиони специфични знания, който ме изваждат на бял свят, така както не може да събере молекулите, който съставляват дървото.
—Аз, моливът
- превод Петя Платиканова

#### Aнализ:

##### Заглавие и метафора:
Заглавието „Аз, молив“ веднага въвежда усещане за лична перспектива към един неодушевен предмет, моливът. Това поставя основата за централната метафора на есето, където моливът се превръща в разказвач на истории, представящ сложната мрежа от индивиди, процеси и ресурси, включени в неговото създаване.

#### Централно съобщение:
„Аз, моливът“ предава фундаментален урок за спонтанния ред на пазарната икономика и концепцията за невидимата ръка. Чрез разказа за молива, есето предава идеята, че нито един индивид не притежава знанията или уменията, необходими, за да създаде молив от нулата. Вместо това, колективните усилия на безброй хора, често непознати един на друг, допринасят за неговото производство.

#### Взаимна зависимост и специализация:
Есето подчертава забележителната взаимозависимост, която характеризира съвременните икономически системи. Той подчертава как хора, специализирани в различни области, от дървосекачи до миньори до шофьори на камиони, си сътрудничат косвено за производството на молива. Есето показва, че пазарът координира тези взаимодействия естествено без централно планиране.

#### Пазарна координация и ефективност:
„Аз, молив“ подчертава ефективността на пазара при разпределяне на ресурси и координиране на сложни процеси. Той показва, че цените и печалбите действат като сигнали, които насочват хората и фирмите при вземането на решения, дори когато им липсва пълна информация за целия производствен процес.

#### Глобален обхват:
Глобалната перспектива на есето илюстрира как компонентите на молива идват от цял свят. Това показва широкообхватните ефекти на международната търговия и взаимосвързаността на икономиките в глобален мащаб.

#### Признание за светското:
Фокусирайки се върху нещо привидно просто като молив, есето насърчава читателите да разпознаят скритата сложност зад ежедневните предмети. Той приканва читателите да оценят приноса на безброй хора, дори за най-често срещаните елементи.

#### Образователни и убедителни:
„Аз, моливът“ не е просто есе; това е убедителен инструмент за обяснение на икономическите принципи, особено тези на специализацията, сътрудничеството и ролята на пазара. Наративният подход прави тези концепции по-свързани и разбираеми за широк кръг читатели.

#### Философски изводи:
Есето има философски последици отвъд икономиката. Той подтиква читателите да размишляват върху стойността на индивидуалната свобода и спонтанния ред в контраст с централизираното планиране. Често се използва за защита на ограничена държавна намеса в икономическите дела.

#### Безвремие и уместност:
Въпреки че е написана през 1958 г., „I, Pencil“ остава актуална и резонира със съвременните дискусии за икономиката, търговията и ролята на правителството. Неговите уроци за сложността и чудесата на пазарната координация продължават да се прилагат.
В обобщение, „Аз, моливът“ е есе, което използва историята на обикновен молив, за да предаде дълбоки прозрения за сложността, взаимозависимостта и ефективността на пазарните икономики. Той се превърна във вечен и широко изучаван материал в икономическото образование и дискурс.
Есето е препечатано в списанието "The Freeman" през май 1996 г. и като брошура, озаглавена „Аз... . Моливът" през май 1998 г. В препечатката Милтън Фридман написа увода, а Доналд Дж. Будро написа послеслова.  Фридман (носителят на Нобелова награда за икономика от 1976 г.) използва есето в своето телевизионно предаване на PBS от 1980 г. Free to Choose  и придружаващата книга със същото име.  В изданието за 50-тата годишнина от 2008 г. уводът е написан от Лорънс У. Рийд, а Фридман е написва послеслова. 